# Anke Schröder
Anke Schröder (* 2. Januar 1957 in Bremen, verheiratete Anke Hillebrand) ist eine ehemalige deutsche Basketballspielerin.

## Laufbahn
Die 2,02 Meter große Innenspielerin trug zwischen 1979 und 1983 in 65 A-Länderspielen das Hemd der bundesdeutschen Nationalmannschaft. Bei der Europameisterschaft 1981 erzielte sie 17,9 Punkte pro Spiel und war im Turnierverlauf somit ebenso die beste deutsche Korbschützin wie bei der EM 1983, als sie auf einen Punktedurchschnitt von 15,9 kam.
Schröder spielte für den TV Oberneuland in Bremen, für TuS 04 Leverkusen sowie Agon Düsseldorf und gewann insgesamt sieben Mal die deutsche Meisterschaft. Nach der Leistungssportkarriere spielte die Innenspielerin, die mit ihrer Heirat den Nachnamen Hillebrand annahm, in der Leverkusener Seniorenmannschaft und gewann mehrere deutsche Meistertitel.